# Anomalepis aspinosus
Anomalepis aspinosus là một loài rắn trong họ Anomalepididae. Loài này được Taylor mô tả khoa học đầu tiên năm 1939.